# Varvarivka, Kreminna
Varvarivka (în ucraineană Варварівка) este localitatea de reședință a comunei Varvarivka din raionul Kreminna, regiunea Luhansk, Ucraina.

## Demografie
Componența lingvistică a localității Varvarivka
     Ucraineană (77%)
     Rusă (22,23%)
     Alte limbi (0,32%)
Conform recensământului din 2001, majoritatea populației localității Varvarivka era vorbitoare de ucraineană (77%), existând în minoritate și vorbitori de rusă (22,23%).